# Lisa (mitología)

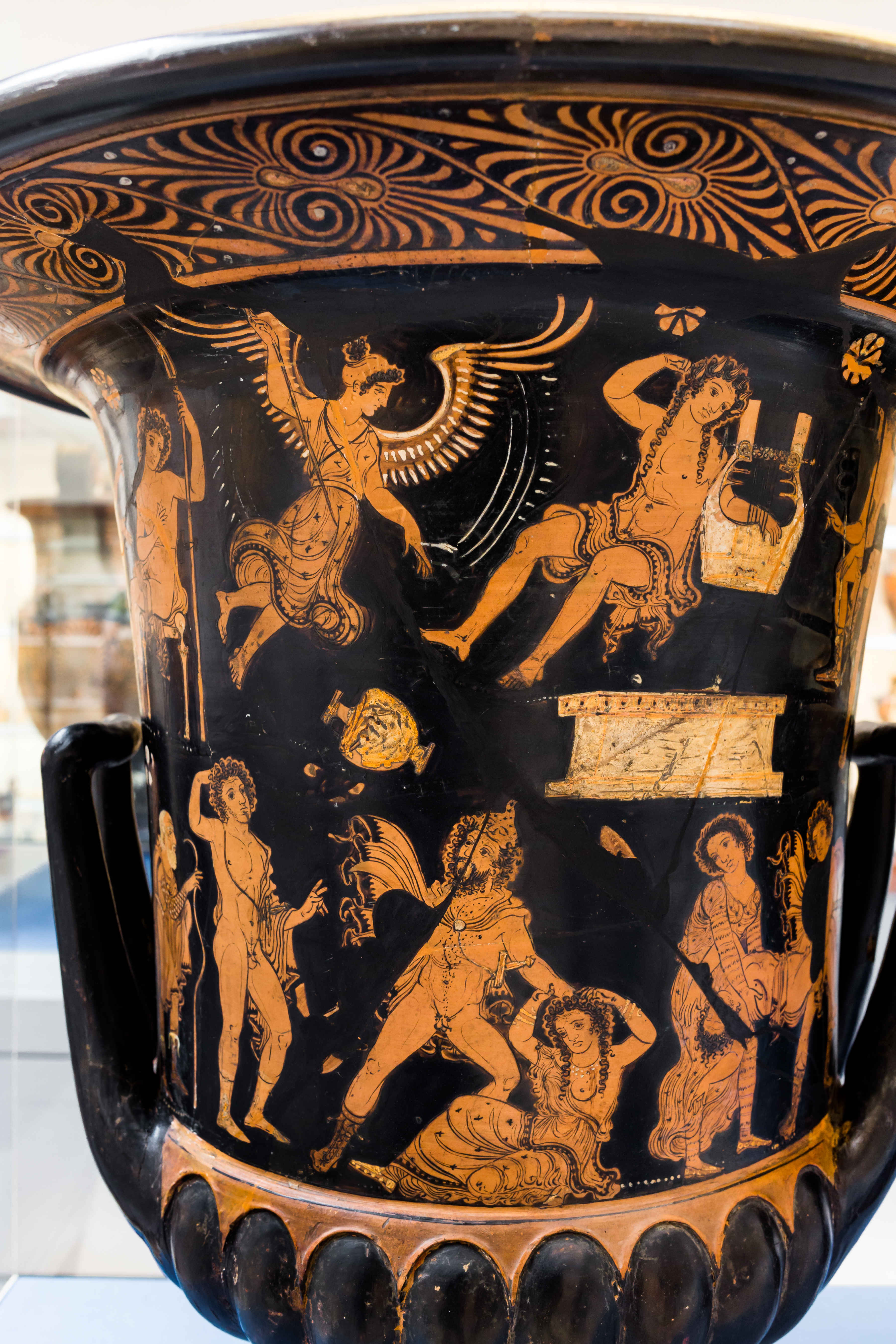
Lisa, alada y volando, con varios dioses y mortales.

En la mitología griega, Lisa (Λύσσα / Lýssā), llamada Lita (Λύττα / Lýttā) por los atenienses, era la personificación de la Demencia o el Furor (sobre todo en la guerra) y, en los animales, la locura producida por la rabia. Eurípides, autor griego, dice que la Demencia es «hija de nobles padres, de la sangre de Urano y de Noche», aunque Higino, autor romano, la cita —con su nombre latino, Ira (la ira)—  entre los hijos de Éter y la Tierra (Gea).
Es una personificación especialmente descrita en la tragedia: Esquilo dice que ella volvió loco a Dioniso durante su ataque a Penteo. Eurípides la describe con serpientes en la cabeza y ojos centelleantes. En su Heracles, relata cómo la vengativa Hera ordenó a Lisa, a través de su mensajera Iris, que volviese loco al héroe, del que era enemiga acérrima. Intentó disuadir a Iris sin éxito alguno y, en contra de su voluntad, se introdujo en Heracles incitándole a que matara a su mujer y a sus propios hijos.
Dependiendo del autor, la Demencia estaba acompañada de otras personificaciones. Valerio Flaco, por ejemplo, la describe acompañada por «Pavor (Miedo) y la insensata Discordia desde su guarida gética, Ira de mejillas pálidas, Dolus (Engaño), Rabies y sobresaliendo por encima de todo Letus»; el autor la denomina como Rabies (el «Furor» o la «Rabia»).
Por sus atribuciones, estaba relacionada con Manía (la Locura) y con las manías.